# Mfulupimga Nlando Victor
Mfulupinga NLando Victor (Maquela do Zombo, província de Uíge, 15 de desembre de 1944 - 2 de juliol de 2004) fou un polític i professor universitari angolès, membre de l'Assemblea Nacional d'Angola i professor de matemàtiques. Fou el principal fundador i president del Partit Democràtic pel Progrés – Aliança Nacional Angolesa. Fou assassinat d'un tret el 2 de juliol de 2004. El seu crim encara no s'ha esclarit.

## Biografia
Va estar exiliat a la República Democràtica del Congo degut a la repressió colonial, dedicant-s'hi als estudis i a la mobilització dels estudiants angolesos de l'exterior. Posteriorment fou president dels estudiants angolesos universitaris al Congo.
Va tornar a Angola després de la proclamació d'independència i va formar part del Consell Directiu Provisional de l'Orde dels Enginyers. Fou professor titular de matemàtiques a la Universitat Agostinho Neto, on fou cap dels departaments de matemàtiques a les Facultats d'Economia i de Ciències. Alhora, va fundar un grup de reflexió que el 1991 va culminar en la constitució del PDP-ANA, del que en fou president. Fou elegit diputat d'aquest partit a les eleccions generals d'Angola de 1992, i fou membre de la 6a Comissió i del Consell de la República.
Fou assassinat a Luanda el 2 de juliol de 2004, hores després d'haver participat en una reunió del Consell de la República, per un grup d'elements desconegut. Fou tirotejat amb una metralladora AK-47 quan anava a agafar el seu cotxe a la sortida de la seu del seu partit, al barri de Cassenda, municipi de Maianga. Fou traslladat a la clínica d'Endiama, a l'illa de Luanda, on va morir. Els autors del crim van fugir amb el seu vehicle.